# Lobocleta oretilia
Lobocleta oretilia là một loài bướm đêm trong họ Geometridae.